# Provincia de Nakhon Si Thammarat
Nakhon Si Thammarat (en tailandés: จังหวัดนครศรีธรรมราช) es una de las setenta y seis provincias que conforman la organización territorial del Reino de Tailandia.

## Geografía
La provincia está ubicada en la costa del Golfo de Tailandia en el lado este de la península de Malaca. El terreno es en su mayoría montañoso con una escarpada superficie forestal. Contiene la mayor elevación del sur de Tailandia, el Khao Luang, con 1.835 m, ahora protegidos en el parque nacional de Khao Luang.

## Divisiones Administrativas

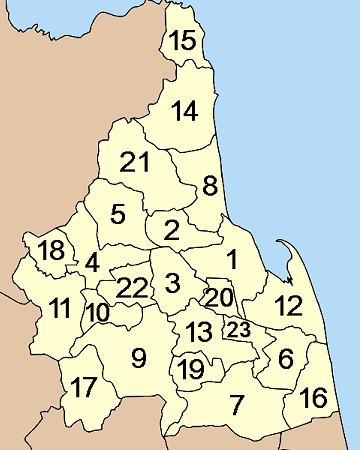
Distritos de la provincia.

Esta provincia tailandesa se encuentra subdividida en una cantidad de distritos (amphoe) que aparecen numerados a continuación:
- 1. Mueang Nakhon Si Thammarat
- 2. Phrom Khiri
- 3. Lan Saka
- 4. Chawang
- 5. Phipun
- 6. Chian Yai
- 7. Cha-uat
- 8. Tha Sala
- 9. Thung Song
- 10. Na Bon
- 11. Thung Yai
- 12. Pak Phanang
- 13. Ron Phibun
- 14. Sichon
- 15. Khanom
- 16. Hua Sai
- 17. Bang Khan
- 18. Tham Phannara
- 19. Chulabhorn
- 20. Phra Phrom
- 21. Nopphitam
- 22. Chang Klang
- 23. Chaloem Phra Kiat

## Demografía
La provincia abarca una extensión de territorio que ocupa una superficie de unos 9.942,5 kilómetros cuadrados, y posee una población de 1.519.811 personas (según las cifras del censo realizado en el año 2000). Si se consideran los datos anteriores se puede deducir que la densidad poblacional de esta división administrativa es de 153 habitantes por kilómetro cuadrado aproximadamente.